# كريسي فين
كريستين بارميتر معروفة بإسمها الحلبي كريسي فين (بالإنجليزية: Krissy Vaine)‏ (مواليد 12 يناير 1981 في غرينزبورو، الولايات المتحدة) هي عارضة أزياء ومصارعة أمريكية محترفة.

## روابط خارجية
- كريسي فين على موقع CageMatch worker (الإنجليزية)
- كريسي فين على موقع قاعدة بيانات المصارعة على الإنترنت (الإنجليزية)